# Synagoge (Koprivnica)

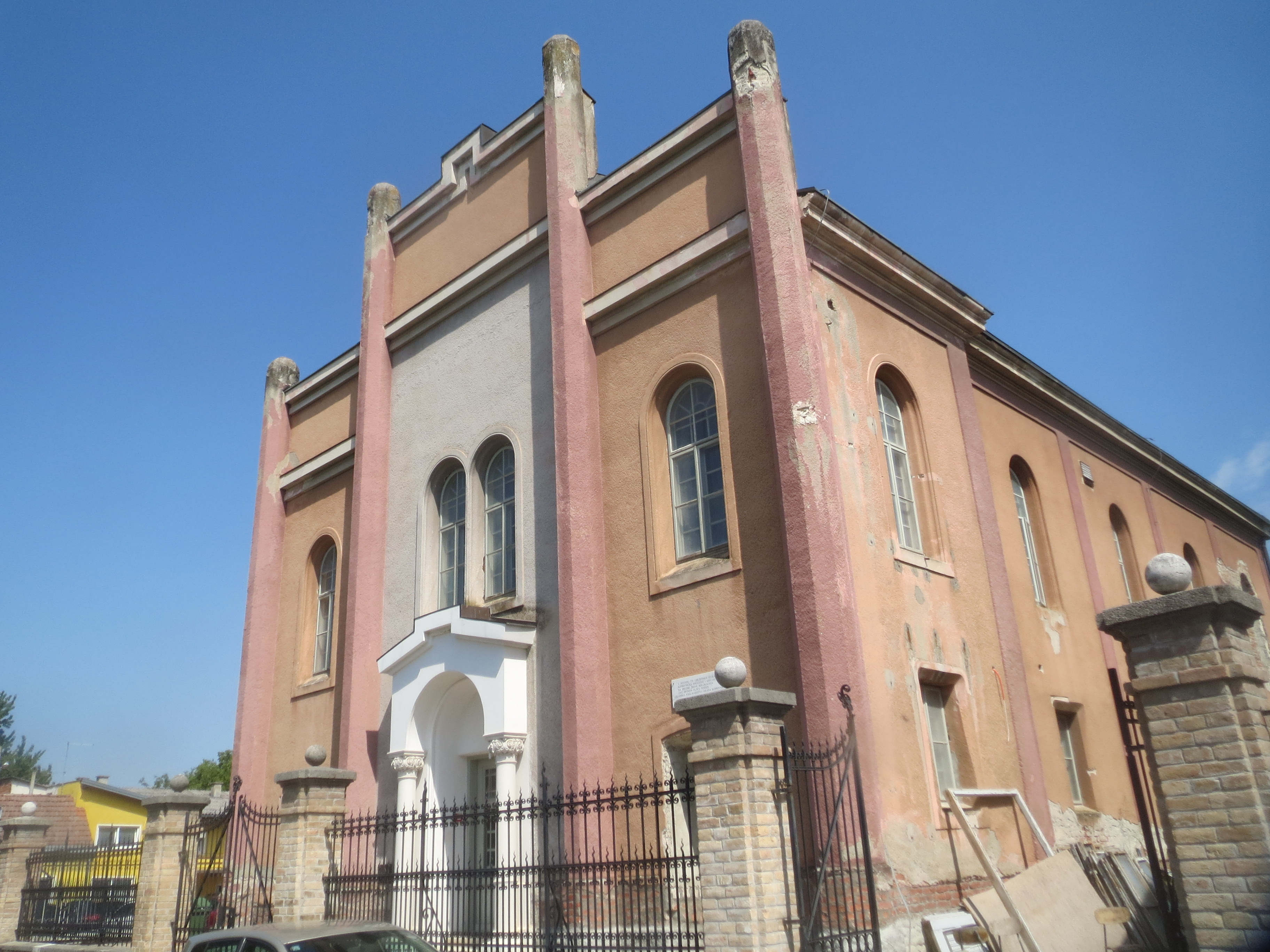
Ehemalige Synagoge (2021)

Die Synagoge in Koprivnica, einer Stadt im Nordosten Kroatiens, wurde in der zweiten Hälfte des 19. Jahrhunderts gebaut. Sie ist ein Kulturdenkmal.

## Geschichte
Die Synagoge wurde 1875 gebaut. Während des Zweiten Weltkriegs wurde das Gebäude verwüstet und als Gefängnis genutzt. Die meisten jüdischen Einwohner des Ortes wurden im Holocaust ermordet.
Nach dem Krieg diente es zunächst kommerziellen Zwecken, so als Textilfabrik und Warenhaus. Ab 2011 begannen Restaurierungen und das Gebäude wurde als Kulturdenkmal eingestuft. Eine vollständige Sanierung war ab 2019 geplant.

## Architektur
Wie auf Bildern zu erkennen ist, wurde das Äußere nur wenig verändert. Lediglich einige Ziertürmchen sowie die Gesetzestafeln am Giebel sind nicht mehr vorhanden.
Der Eingangsbereich ist in drei vertikale Felder unterteilt; neben dem Eingang sind zwei Fenster. Darüber befinden sich hohe Rundbogenfenster. An den Seiten sind die Fenster ebenfalls in zwei Ebenen angeordnet; unten sind sie rechteckig und die darüberliegenden haben Rundbögen.
Innen ist die Frauenempore noch vorhanden. Die ursprüngliche Ausstattung wie Toraschrein und Bima gibt es aber nicht mehr.